# Musée Fougau

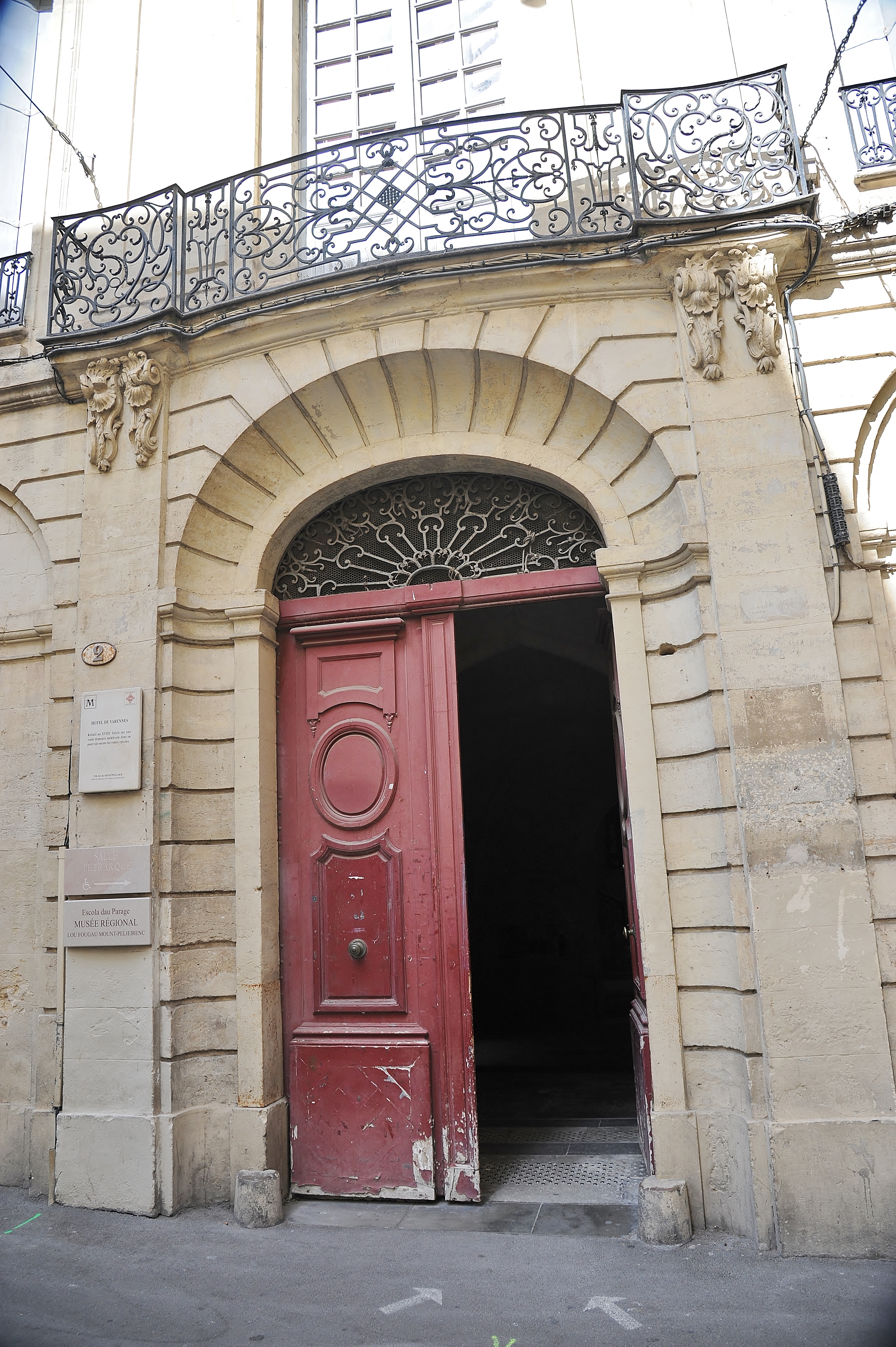
Eingangsportal des Hôtel de Varennes

Das Musée Fougau ist ein volkskundliches Museum in privater Trägerschaft in Montpellier im französischen Département Hérault.

## Geschichte
Das Museum wurde 1932 durch den Verein Lou Parage gegründet. Der okzitanische Name Fougau bedeutet auf Deutsch „Heim“. Untergebracht ist das Museum im zweiten Obergeschoss des Hôtel de Varennes, einem Hôtel particulier des 18. Jahrhunderts an der Place Pétrarque. Hauptförderer waren Graf und die Gräfin von Rodez-Bénavent, die mit einigen bemerkenswerten Stücken zur Sammlung beitrugen. Hierzu gehören eine polychrome Holzstatue der Jungfrau mit dem Kinde aus dem 17. Jahrhundert.
Das Musée Fougau ist ein Museum für Alltagskultur. Ausgestellt werden unter anderem Mobiliar, Volkstrachten, Puppen, historische Karten und Gemälde aus dem historischen Montpellier. Im Hauptraum wurde die traditionelle Umgebung des Familienlebens des 20. Jahrhunderts um einen imposanten Kamin aus dem Château de Brissac rekonstruiert. In der Abteilung Enfanca werden Gegenstände und Bekleidung für Kinder aus der ersten Hälfte des 20. Jahrhunderts gezeigt.